# تپه زیرچکا
تپه زیرچکا مربوط به دوران‌های تاریخی پس از اسلام است و در شهرستان چرداول، جاده روستای جوب خانم به هلسم واقع شده و این اثر در تاریخ ۹ اردیبهشت ۱۳۸۲ با شمارهٔ ثبت ۸۴۶۹ به‌عنوان یکی از آثار ملی ایران به ثبت رسیده است.